# 天津中医药大学附属保康医院
天津中医药大学附属保康医院，2002年5月成立，由天津中医学院门诊部和中医研究所门诊部的基础上合并组建，隶属于天津中医药大学，是天津中医药大学的三家直属附属医院之一，位于天津市南开区玉泉路61号。